# Power to the People
〈Power to the People〉은 1971년 싱글곡으로 발매된 존 레논이 쓴 곡으로, 존 레논/플라스틱 오노 밴드가 작곡한 곡이다. 애플 레코드 (영국에서는 카탈로그 번호 R5892, 미국에서는 1830), 미국에서는 빌보드 핫 100에서 11위, 캐시박스 탑 100에서 10위를 기록했다. 그리고 영국 싱글 차트에서 6위를 기록했다. 이 곡의 첫 음반은 1975년 컴필레이션 《Shaved Fish》였다.

## 작곡과 녹음
1971년 2월 15일 〈Power to the People〉은 레논의 《Imagine》 음반을 위한 노래를 만드는 세션 동안 애스콧 사운드 스튜디오에서 녹음되었다. 이 싱글은 1971년 3월 12일 영국에서, 1971년 3월 22일에 미국에서 발매되었다 (비록 몇몇 출처가 3월 8일 영국제 석방을 주지만). 이 곡은 레드 몰 (1971년 3월 8~22일)에서 출판된 타리크 알리, 로빈 블랙번에게 한 인터뷰에 대한 답변으로 레논이 작곡했다.

## 참여 인원
- 존 레논 – 보컬, 기타
- 로제타 하이타워 그리고 다른 가수들 – 백 보컬, 박수
- 오노 요코 – 백 보컬, 피아노
- 바비 키스 – 색소폰
- 빌리 프레스턴 – 피아노, 키보드
- 클라우스 부어만 – 베이스
- 앨런 화이트 – 드럼